# К̣
Cette page contient des caractères spéciaux ou non latins. S’ils s’affichent mal (▯, ?, etc.), consultez la page d’aide Unicode.
К̣ (minuscule : к̣), appelé ka point souscrit, est une lettre additionnelle de l’alphabet cyrillique utilisée en dans la cyrillisation de l’alphabet arabe. Elle est composée du ka ‹ К › diacrité d’un point souscrit.

## Utilisations
Dans certaines cyrillisations de l’alphabet arabe, dont celle développée par Ignati Kratchkovski, le ka point souscrit ‹ к̣ › translittère le qāf ‹ ﻕ ›.

## Représentation informatique
Le ka point souscrit peut être représenté avec les caractères Unicode suivants :
- décomposé (cyrillique, diacritiques)[1],[2] :

| formes    | représentations | chaînes de caractères | points de code | descriptions                                              |
| --------- | --------------- | --------------------- | -------------- | --------------------------------------------------------- |
| capitale  | К̣               | К◌̣                    | U+041A U+0323  | lettre majuscule cyrillique ka diacritique point souscrit |
| minuscule | к̣               | к◌̣                    | U+043A U+0323  | lettre minuscule cyrillique ka diacritique point souscrit |